# Psednos dentatus
Psednos dentatus és una espècie de peix pertanyent a la família dels lipàrids.

## Descripció
- La femella fa 6,3 cm de llargària màxima.
- Nombre de vèrtebres: 46.
- Ulls petits.
- Peritoneu de color marró.[5]

## Hàbitat
És un peix marí i batidemersal que viu fins als 800 m de fondària.

## Distribució geogràfica
Es troba al Pacífic sud-oriental: Xile.

## Observacions
És inofensiu per als humans.